# Záhonyi kistérség
Záhonyi kistérség: kistérség Szabolcs-Szatmár-Bereg megyében, központja Záhony.

## Települései
| Benk   | Eperjeske   | Győröcske     | Komoró           |
| Mándok | Tiszabezdéd | Tiszamogyorós | Tiszaszentmárton |
| Tuzsér | Záhony      | Zsurk         |                  |

## Története
A kistérség 2007-ben alakult meg Záhonyi székhellyel. a települések korábban mind a Kisvárdai kistérséghez tartoztak.

## Külső hivatkozások
- A Záhonyi kistérség fontosabb jellemzői (KSH)